# Classmates.com

Logo de Classmates.com

Classmates.com est un service de réseautage social créé en 1995 par Randy Conrads qui fonda  Classmates Online, Inc. Ce site de média social a pour objectif d'aider ses inscrits à retrouver leurs amis d'école primaire (primary school), école secondaire (high school), université (university/college), anciens collègues et anciens combattants.
Classmates.com a à présent plus de 50 millions d'inscrits aux États-Unis et au Canada. Début 2008, Nielsen Online a classé Classmates troisième réseau social en nombre de visiteurs uniques (connexions États-Unis foyer et travail) parmi les sites de réseautage social.
En février 2011, Classmates.com a changé de nom pour devenir MemoryLane.ai, afin de refléter le nouveau positionnement du site, recentré sur la proposition de contenus multimédias à forte valeur nostalgique (archives de magazines, films, chansons...).

## Histoire
United Online, Inc. (Nasdaq: UNTD) a racheté Classmates Online en 2004 et aujourd'hui encore possède classmates.com et le gère au sein de sa filiale Classmates Media Corporation.
La filiale Classmates Media gère à la fois Classmates.com et le service de fidélisation marketing MyPoints. Classmates Media est également présent en :
- France : Trombi.com[8].
- Allemagne : StayFriends.de[9],[10]
- Suède : StayFriends.se[11],[12]
- Autriche : StayFriends.at[13]
- Suisse : StayFriends.ch[14]

Le modèle d'entreprise de Classmates.com : l'inscription est gratuite, mais certains services sont réservés aux abonnés. Les abonnements fournissent la majeure partie des revenus de l'entreprise. Des revenus publicitaires viennent compléter le chiffre d'affaires. Le 30 juin 2008, Classmates Media avait 50 millions de membres et 3,8 millions d'abonnés payants.
Les abonnés payants à Classmates Media ont augmenté de 41 % entre le deuxième trimestre 2008 (30 juin) et le deuxième trimestre 2007 (30 juin), soit une augmentation de 288 000 abonnés pour atteindre le chiffre de 3,8 millions d'abonnés payants au deuxième trimestre 2008. Au premier trimestre 2008, l'augmentation nette du nombre d'abonnés payants a atteint un pic à 322 000 nouveaux abonnés nets (nouveaux abonnements - abonnements résiliés).
Les revenus de Classmates Media pour le deuxième trimestre 2008 étaient de 57 millions de dollars, en croissance de 19 % en comparaison au même trimestre de l'année précédente. Au premier trimestre 2008, les revenus de Classmates Media ont augmenté de 22 % à 51,9 millions de dollars, en comparaison avec le même trimestre de l'année précédente.
Le rapport des dépenses du marché US par l'association Online Publishers Association Paid Content, a classé Classmates.com quatrième dans le Top 25 des sites internet en fonction des revenus générés par l'accès à un contenu payant en 2002 et 2003 (les années suivantes, ce classement individuel n'existait pas).